# NIFL Premiership 2015-16
La NIFL Premiership 2015-16 fue la 115ª temporada de la Liga Norirlandesa de Fútbol, la liga de fútbol más alta de Irlanda del Norte. El torneo comenzó el 8 de agosto de 2015 y finalizó el 30 de abril de 2016. El Crusaders defensor del título, logró retener el título y se consagró campeón por sexta vez en su historia.

## Sistema de competición
El torneo constó de dos fases, en la Fase regular los doce equipos participantes jugaron entre sí, todos contra todos, tres veces totalizando 33 partidos cada uno, al final de estos 33 partidos fueron divididos en dos grupos. el Grupo campeonato lo integraron los seis primeros de la Fase regular, mientras que el Grupo descenso lo integraron los seis últimos, dentro de cada grupo los seis equipos jugaron entre sí, todos contra todos, una vez, sumando así cinco partidos más generando un total de 38 partidos, los resultados estadísticos de la Fase regular se mantuvieron en cada uno de los grupos. Al final de las 38 jornadas el primer clasificado del Grupo campeonato obtuvo un cupo para la segunda ronda de la Liga de Campeones 2016-17, mientras que el segundo y tercer clasificados obtuvieron un cupo para la primera ronda de la Liga Europea 2016-17, por otro lado los cuatro últimos de este grupo más el primer clasificado del Grupo descenso jugaron unos Play-offs por un cupo para la primera ronda de la Liga Europea 2016-17. El último clasificado del Grupo descenso descendió al NIFL Championship 2016-17, mientras que el penúltimo clasificado jugó un play-off, que decidió el equipo que jugara en la NIFL Premiership 2016-17
Un tercer cupo para la primera ronda de la Liga Europea 2016-17 fue asignado al campeón de la Copa de Irlanda del Norte.

## Clubes
El Institute descendido la temporada anterior es sustituido para esta temporada por el campeón de la NIFL Championship el Carrick Rangers.

### Estadios y locaciones
| Equipo                | Ciudad         | Estadio                 | Capacidad |
| --------------------- | -------------- | ----------------------- | --------- |
| Ballinamallard United | Ballinamallard | Ferney Park             | 2,000     |
| Ballymena United      | Ballymena      | The Showgrounds         | 3,050     |
| Cliftonville          | Belfast        | Solitude                | 2,530     |
| Coleraine             | Coleraine      | The Showgrounds         | 2,496     |
| Crusaders             | Belfast        | Seaview                 | 3,383     |
| Dungannon Swifts      | Dungannon      | Stangmore Park          | 5,000     |
| Glenavon              | Lurgan         | Mourneview Park         | 4,160     |
| Glentoran             | Belfast        | The Oval                | 6,054     |
| Carrick Rangers       | Carrickfergus  | Taylors Avenue          | 6,100     |
| Linfield              | Belfast        | Windsor Park            | 10,500    |
| Portadown             | Portadown      | Shamrock Park           | 3,940     |
| Warrenpoint Town      | Warrenpoint    | Milltown Playing Fields | 2,000     |

### Ascensos y descensos
| Pos. | Ascendido de Championship 2014-15 |
| ---- | --------------------------------- |
| 1    | Carrick Rangers                   |

| Pos. | Descendido de Premiership 2014-15 |
| ---- | --------------------------------- |
| 12   | Institute                         |

## Primera fase

### Clasificación
| Pos. | Equipo                | Pts. | PJ | G  | E  | P  | GF | GC | Dif. | Clasificación 2015–16    |
| ---- | --------------------- | ---- | -- | -- | -- | -- | -- | -- | ---- | ------------------------ |
| 1    | Crusaders             | 76   | 33 | 23 | 7  | 3  | 71 | 27 | +44  | Ronda por el campeonato  |
| 2    | Linfield              | 71   | 33 | 22 | 5  | 6  | 79 | 33 | +46  | Ronda por el campeonato  |
| 3    | Glenavon              | 63   | 33 | 18 | 9  | 6  | 67 | 35 | +32  | Ronda por el campeonato  |
| 4    | Cliftonville          | 61   | 33 | 17 | 10 | 6  | 54 | 40 | +14  | Ronda por el campeonato  |
| 5    | Coleraine             | 54   | 33 | 17 | 3  | 13 | 43 | 38 | +5   | Ronda por el campeonato  |
| 6    | Glentoran             | 48   | 33 | 14 | 6  | 13 | 43 | 48 | −5   | Ronda por el campeonato  |
| 7    | Dungannon Swifts      | 36   | 33 | 10 | 6  | 17 | 41 | 55 | −14  | Ronda por la permanencia |
| 8    | Ballymena United      | 34   | 33 | 9  | 7  | 17 | 49 | 71 | −22  | Ronda por la permanencia |
| 9    | Portadown             | 31   | 33 | 9  | 4  | 20 | 38 | 62 | −24  | Ronda por la permanencia |
| 10   | Carrick Rangers       | 28   | 33 | 6  | 10 | 17 | 36 | 61 | −25  | Ronda por la permanencia |
| 11   | Ballinamallard United | 27   | 33 | 7  | 6  | 20 | 32 | 52 | −20  | Ronda por la permanencia |
| 12   | Warrenpoint Town      | 26   | 33 | 7  | 5  | 21 | 37 | 68 | −31  | Ronda por la permanencia |

Actualizado a los partidos jugados el 5 de abril de 2016.
 Fuente: Soccerway

### Resultados cruzados
| Local \ Visitante     | BMD | BYM | CRK | CLI | COL | CRU | DUN | GLA | GLT | LIN | POR | WPT |
| --------------------- | --- | --- | --- | --- | --- | --- | --- | --- | --- | --- | --- | --- |
| Ballinamallard United | —   | 0–1 | 1–3 | 0–2 | 1–2 | 1–1 | 0–0 | 0–1 | 2–4 | 0–1 | 1–2 | 3–0 |
| Ballymena United      | 1–1 | —   | 1–1 | 6–1 | 0–2 | 2–4 | 1–0 | 1–7 | 0–1 | 1–3 | 1–1 | 4–2 |
| Carrick Rangers       | 1–1 | 2–2 | —   | 1–2 | 1–2 | 0–4 | 2–2 | 2–2 | 1–1 | 0–3 | 0–1 | 1–2 |
| Cliftonville          | 3–1 | 4–2 | 1–0 | —   | 4–0 | 0–1 | 1–0 | 1–1 | 1–0 | 3–3 | 3–0 | 2–1 |
| Coleraine             | 2–1 | 2–1 | 2–1 | 0–0 | —   | 1–1 | 1–0 | 0–2 | 1–0 | 1–3 | 4–0 | 2–0 |
| Crusaders             | 5–0 | 3–2 | 5–0 | 2–2 | 3–1 | —   | 4–0 | 1–0 | 3–0 | 3–0 | 1–2 | 1–0 |
| Dungannon Swifts      | 2–0 | 2–0 | 1–2 | 0–1 | 0–3 | 1–2 | —   | 1–2 | 2–4 | 0–1 | 3–1 | 5–1 |
| Glenavon              | 5–1 | 3–1 | 2–0 | 0–1 | 3–0 | 1–2 | 3–1 | —   | 0–0 | 3–2 | 1–0 | 1–1 |
| Glentoran             | 0–2 | 1–3 | 2–0 | 2–0 | 1–1 | 2–2 | 1–1 | 2–0 | —   | 1–2 | 1–0 | 2–1 |
| Linfield              | 1–1 | 4–0 | 1–1 | 1–2 | 1–0 | 0–1 | 5–1 | 4–3 | 1–1 | —   | 3–0 | 5–1 |
| Portadown             | 0–3 | 3–2 | 3–2 | 0–1 | 1–2 | 1–3 | 3–3 | 2–2 | 5–3 | 2–0 | —   | 2–1 |
| Warrenpoint Town      | 0–3 | 1–2 | 1–1 | 2–2 | 0–4 | 1–3 | 0–2 | 0–3 | 0–1 | 0–3 | 2–0 | —   |

| Local \ Visitante     | BMD | BYM | CRK | CLI | COL | CRU | DUN | GLA | GLT | LIN | POR | WPT |
| --------------------- | --- | --- | --- | --- | --- | --- | --- | --- | --- | --- | --- | --- |
| Ballinamallard United | —   | 4–1 | 1–2 | —   | —   | 0–1 | 1–1 | —   | 1–0 | —   | 1–0 | —   |
| Ballymena United      | —   | —   | 1–0 | 2–2 | 0–2 | —   | 2–4 | —   | —   | 0–4 | —   | 3–1 |
| Carrick Rangers       | —   | —   | —   | —   | 2–1 | 4–3 | 1–0 | 1–5 | 1–2 | —   | —   | 0–1 |
| Cliftonville          | 2–0 | —   | 3–3 | —   | 1–3 | —   | —   | —   | —   | 0–2 | 1–0 | 1–1 |
| Coleraine             | 1–0 | —   | —   | —   | —   | 0–2 | 0–1 | 0–1 | —   | 2–3 | —   | —   |
| Crusaders             | —   | 0–0 | —   | 1–0 | —   | —   | 2–0 | 1–1 | 4–2 | —   | —   | —   |
| Dungannon Swifts      | —   | —   | —   | 2–2 | —   | —   | —   | 0–1 | 3–1 | —   | 2–1 | 1–0 |
| Glenavon              | 1–0 | 1–1 | —   | 3–3 | —   | —   | —   | —   | 1–3 | —   | 4–1 | —   |
| Glentoran             | —   | 2–0 | —   | 0–2 | 1–0 | —   | —   | —   | —   | —   | 2–1 | 0–4 |
| Linfield              | 2–1 | —   | 2–0 | —   | —   | 2–0 | 6–0 | 1–1 | 3–0 | —   | —   | —   |
| Portadown             | —   | 3–4 | 0–0 | —   | 0–1 | 0–1 | —   | —   | —   | 2–1 | —   | 1–3 |
| Warrenpoint Town      | 3–0 | —   | —   | —   | 3–0 | 1–1 | —   | 1–3 | —   | 2–6 | —   | —   |

## Grupo campeonato

### Clasificación
| Pos. | Equipo           | Pts. | PJ | G  | E  | P  | GF | GC | Dif. | Clasificación 2016–17                              |
| ---- | ---------------- | ---- | -- | -- | -- | -- | -- | -- | ---- | -------------------------------------------------- |
| 1    | Crusaders (C)    | 91   | 38 | 28 | 7  | 3  | 79 | 28 | +51  | Primera Ronda de la Liga de Campeones              |
| 2    | Linfield         | 83   | 38 | 26 | 5  | 7  | 91 | 35 | +56  | Primera Ronda de la Liga Europea                   |
| 3    | Glenavon         | 69   | 38 | 20 | 9  | 9  | 72 | 40 | +32  | Primera Ronda de la Liga Europea                   |
| 4    | Cliftonville (O) | 64   | 38 | 18 | 10 | 10 | 58 | 53 | +5   | Play-offs para entrar en la Liga Europa de la UEFA |
| 5    | Coleraine        | 58   | 38 | 18 | 4  | 16 | 47 | 46 | +1   | Play-offs para entrar en la Liga Europa de la UEFA |
| 6    | Glentoran        | 52   | 38 | 15 | 7  | 16 | 46 | 55 | −9   | Play-offs para entrar en la Liga Europa de la UEFA |

Actualizado a los partidos jugados el 30 de abril de 2016.
 Fuente: Soccerway
Notas:
1. ↑  Glenavon Se clasifica a la Primera ronda de la Liga Europa 2016-17 tras ganar la Copa de Irlanda del Norte

### Resultados cruzados
| Local \ Visitante | CLI | COL | CRU | GLE | GLT | LIN |
| ----------------- | --- | --- | --- | --- | --- | --- |
| Cliftonville      | —   | —   | 1–3 | 3–1 | 0–2 | —   |
| Coleraine         | 3–0 | —   | —   | —   | 1–1 | —   |
| Crusaders         | —   | 1–0 | —   | —   | —   | 2–0 |
| Glenavon          | —   | 3–0 | 0–1 | —   | —   | 0–1 |
| Glentoran         | —   | —   | 0–1 | 0–1 | —   | 0–4 |
| Linfield          | 4–0 | 3–0 | —   | —   | —   | —   |

## Grupo descenso

### Clasificación
| Pos. | Equipo                    | Pts. | PJ | G  | E  | P  | GF | GC | Dif. | Clasificación 2016–17                    |
| ---- | ------------------------- | ---- | -- | -- | -- | -- | -- | -- | ---- | ---------------------------------------- |
| 1    | Dungannon Swifts          | 43   | 38 | 12 | 7  | 19 | 51 | 66 | −15  |                                          |
| 2    | Ballymena United          | 40   | 38 | 11 | 7  | 20 | 57 | 81 | −24  |                                          |
| 3    | Portadown                 | 38   | 38 | 11 | 5  | 22 | 43 | 67 | −24  |                                          |
| 4    | Carrick Rangers           | 35   | 38 | 8  | 11 | 19 | 43 | 68 | −25  |                                          |
| 5    | Ballinamallard United (O) | 34   | 38 | 9  | 7  | 22 | 39 | 59 | −20  | Playoffs de descenso.                    |
| 6    | Warrenpoint Town          | 34   | 38 | 9  | 7  | 22 | 45 | 73 | −28  | Desciende a la NIFL Championship 2016-17 |

Actualizado a los partidos jugados el 30 de abril de 2016.
 Fuente: Soccerway
Notas:
1. ↑  Dungannon Swifts no pudo disputar el play-offs para un cupo para la Europa League, ya que no solicitarón licencia de la UEFA[1]

### Resultados cruzados
| Local \ Visitante     | BMD | BYM | CRK | DUN | POR | WPT |
| --------------------- | --- | --- | --- | --- | --- | --- |
| Ballinamallard United | —   | —   | —   | —   | —   | 2–0 |
| Ballymena United      | 1–2 | —   | —   | —   | 0–2 | —   |
| Carrick Rangers       | 2–1 | 0–2 | —   | —   | 1–2 | —   |
| Dungannon Swifts      | 4–2 | 2–4 | 1–3 | —   | —   | —   |
| Portadown             | 0–0 | —   | —   | 1–2 | —   | —   |
| Warrenpoint Town      | —   | 4–1 | 1–1 | 1–1 | 2–0 | —   |

## Play-offs de la UEFA Europa League
Los equipos que terminaron en los puestos cuarto al sexto al final de la temporada regular participarán en los play-offs para determinar el tercer participante para la UEFA Europa League 2016-2017, que se clasificarán para la primera ronda.
|}

### Final
| Equipo 1  | Resultado | Equipo 2  |
| --------- | --------- | --------- |
| Coleraine | 1–2       | Glentoran |

|}

## Promoción de ascenso/descenso
| Equipo 1     | Resultado | Equipo 2  |
| ------------ | --------- | --------- |
| Cliftonville | 3–2       | Glentoran |

| 6 de mayo de 2016, 19:45 | Institute       | 1:2 (1:1) | Ballinamallard United      | YMCA Grounds, Drumahoe    |                           |
|                          | - McCrudden 26' | Reporte   | - 22' O'Flynn - 69' Currie | Árbitro(s): Keith Kennedy | Árbitro(s): Keith Kennedy |

| 10 de mayo de 2016, 19:45 | Ballinamallard United                    | 3:3 (1:2) (Global 5:4) | Institute                             | Ferney Park, Ballinamallard      |                                  |
|                           | - Friars 22' - Beacom 60' - Feeney 90+4' | Reporte                | - 17' Dunne - 28' Brown - 61' McGinty | Árbitro(s): Raymond Hetherington | Árbitro(s): Raymond Hetherington |

## Máximos goleadores
- Actualizado al 23 de abril de 2016
| Pos. | Jugador           | Club             | Goles |
| ---- | ----------------- | ---------------- | ----- |
| 1    | Paul Heatley      | Crusaders        | 22    |
| 1    | Andrew Waterworth | Linfield         | 22    |
| 3    | Aaron Burns       | Linfield         | 19    |
| 4    | Curtis Allen      | Glentoran        | 18    |
| 4    | Jordan Owens      | Crusaders        | 18    |
| 6    | Eoin Bradley      | Glenavon         | 17    |
| 7    | Stephen Murray    | Warrenpoint Town | 15    |
| 8    | Andrew Mitchell   | Dungannon Swifts | 14    |
| 9    | Miguel Chines     | Carrick Rangers  | 12    |
| 9    | David McDaid      | Cliftonville     | 12    |